# Marysin Wawerski
Marysin Wawerski (dawn. Czaplowizna, Glinki) – osiedle i obszar MSI w dzielnicy Wawer w Warszawie.

## Historia
Marysin został założony na początku XX wieku w lasach należących do dóbr Zastawów. 
W 1932 na terenie Marysina utworzono rezerwat im. Króla Jana Sobieskiego. Początkowo miał powierzchnię 311 hektarów, po II wojnie światowej został zmniejszony do 110 ha. W okresie międzywojennym zbudowano klasztor sióstr felicjanek wraz z kościołem Najświętszej Maryi Panny Królowej Polski przy ulicy Śnieżki (od grudnia 1974 ul. Kościuszkowców). W kościele znajdują się rzeźby i płaskorzeźby Xawerego Dunikowskiego. 
Od 1921 na terenie dawnej wsi Czaplowizna działało letnisko dla dzieci – filia Domu Sierot, prowadzone przez Towarzystwo „Pomoc dla Sierot” kierowane przez Janusza Korczaka. Maksymilian Cohen i jego żona chcąc uczcić pamięć swojej zmarłej córki Róży ofiarowali na ten cel 10 morgów ziemi i budynki. Zabudowania „Różyczki” rozebrano w latach 60. XX wieku pod budowę osiedla Marysin Wawerski.
15 września 1939 (według innego źródła 22 września) Adolf Hitler z dominującej nad okolicą wieży kościoła Matki Boskiej Królowej Polski obserwował broniącą się Warszawę. 
W latach 1965–1967 zbudowano, według projektu Bohdana Lewandowskiego i Teresy Kłębkowskiej, osiedle Marysin Wawerski składające się z 20 bloków mieszkalnych.
Osią Marysina jest ul. Korkowa.